# Tatyana (cràter)
Tatyana és un cràter d'impacte en el planeta Venus de 19 km de diàmetre. Porta el nom d'un antropònim rus, i el seu nom va ser aprovat per la Unió Astronòmica Internacional el 1985.